# ウィルディ・ピストル
ウィルディ・ピストルは、1970年代初期にウィルディ・ムーア （Wildey Moore）によって開発・発売された、マグナム弾を撃てる自動拳銃である。

## 概要
ウィルディ・ピストルは、.44オートマグの販売直後に販売されたマグナム・オートである。発売当初はウィルディ・45マグナム、ウィルディ・ガスオートなどと呼ばれ、.44オートマグよりも口径の大きい.45口径をセールスポイントとしていた。1979年に開発されたデザートイーグルよりも早く市場に出回っているが知名度はあまり高くない。その後いくつかの口径を増やしてバリエーション展開するが、最高口径で.475口径のため、最強のハンドガンという称号は.50口径を撃てるデザートイーグルに奪われたままの不遇な銃である。過去には銃部品を販売するStoeger Corp.より発売されていたが、商業的に挫折、名門ウィンチェスター社との協力により発売元はウィルディ・ガンズ社となった。
外観は.44オートマグに近く、ステンレス製のシルバーモデルのみである。ウェイト無しのヘビーバレルの上部には大型のクーリングホールが設けられ、バレルを除くスライド、グリップ部はガバメント系のカスタムモデルといった趣である。.44オートマグのバレルを、先端を切り落としたガバメントにくっつけたようなフォルムである。ガスオートと言う名前の通りガス・オペレーションによる回転ボルト式のセミオートマチック方式を採用している。そのため、バレルの付け根と下部フレームの間に細いガイドロッドが露出しているのが特徴である。この方式のためバレルの交換が容易で、一部パーツを変えることにより多くの弾薬に対応しており、専用弾の供給が遅れ商業的に失敗した.44オートマグと違い現在も生産されている。銃身長は5-18インチまで揃っており、カービンモデルも存在する。使用可能弾は.45ウィンチェスターマグナム、9mmウィンチェスターマグナム、.475ウィルディマグナム、.45ウィルディマグナム、2003年から.44オートマグ（.44オートマグ専用の.44AMP弾）モデルも登場した。

## バリエーション
サバイバー
ウィルディ・ピストルのサテンフィニッシュのモデル。銃身が5、6、7、8、10、12、14、18インチから、トリガーガードも角形丸形を選べる。口径も.44から.475まで選択可能。
ハンター
ウィルディ・ピストルのマットフィニッシュのモデル。上記と同じオプションが選べる。
ウィルディ・カービン
18インチのバレルにフォアグリップ、スケルトンタイプのストックを付けたモデル。上記2種と同じオプションが選べる。

## 登場作品

### 映画・テレビドラマ
『スーパー・マグナム』
ポール・カージーが通信販売で入手。ただし、実包は自らの手で製造した物を使用。
『デスペラード』
エル・マリアッチがブチョ狙撃時にスコープ付きの本銃を使用。しかし、「重大な理由」によって発砲には至らなかった。
『リアルブラッド』
ガソリンスタンド店員が強盗撃退時に使用。

### 漫画・アニメ
『ANGEL PARA BELLUM エンジェルパラベラム』
『GREY』
主人公グレイが使用。
『ジ・エッジ』
主人公・御子神鋭士が冒頭使用。
『四つ葉のマック』
警官が使用。
『リトルコップ』
私設軍隊「影の軍隊」のボス・武者高志が使用。

### ゲーム
『天使ノ二挺拳銃』
ジェイが使用している二丁拳銃のうち右手で持っている方。※左手に持っている方はAMT 180オートマグ（6.5インチ）。
『バイオハザード ヴィレッジ』
「S.T.A.K.E」の名前で登場。2周目以降のショップで購入できる。